# Metropolitano de Bogotá
O Metrô de Bogotá é um projeto para a construção de um sistema de transporte maciço que melhore a mobilidade da capital colombiana. A construção do Metrô de Bogotá tem sido objeto de debates e estudos desde 1950 quando o colapso do Bonde de Bogotá, faz evidente a necessidade de uma forma moderna de transporte maciço para a crescente metrópole.

## Suporte legal
O Decreto 469 de Revisão do Plano de Ordenamento Territorial de Bogotá D.C., que define o Sistema de Mobilidade da capital, que considera o Metro de Bogotá como o principal componente do sistema de transporte de Bogotá junto com outros sistemas de transporte como o Trem de Cercanias e TransMilênio.
A lei 310 comumente chamada Lei de metrôs obriga ao governo nacional a contribuir de maneira importante no financiamento da construção do trem metropolitano da capital da Colômbia.

## Estudos sobre o metro
O debate sobre a necessidade e viabilidade da construção de um sistema de trem metropolitano para Bogotá inciou-se nos anos 1950 para a raiz do colapso do Bonde de Bogotá.
Desde a quebra dos metropolitanos, havia realizado numerosos estudos para a implementação de um sistema de transporte maciço que integre um trem metropolitano. Em 1981 o diretor de Fedesenvolvimento Miguel Urrutia Montoya realizou estudos sobre estimativos de custos para cinco alternativas de metro, as quais foram arquivadas. Em 1991, Jaime Castro estabeleceu o Projeto Metro de Bogotá e criou a empresa do mesmo nome para que leve a cabo os estudos de viabilidade, financiamento e construção do sistema maciço de transporte.
O primeiro estudo importante esteve a cargo da empresa de engenharia INGETEC S.A., pelo encargo do Instituto de Desenvolvimento Urbano (IDU), no qual se propôs a reabilitação do sistema férreo do antigo Metropolitano de Sabana.
Durante 1996 e 1997 o Departamento Administrativo de Planejamento Nacional contratou a Fedesenvolvimento para realizar estudos com intenção de definir a estratégia financeira e institucional que se devia implementar para levar à cabo o Sistema Integrado de Transporte Maciço (SITM, ou seja, Metrô) e o desenvolvimento da primeira linha de metrô para Bogotá a qual serviria de base para a execução de etapas posteriores. Antes do estudo o governo nacional se havia comprometido a pagar 70% do custo total da obra.
Ainda que os resultados do estudo concluíssem que o metrô devia ser construído, o governo não sentiu satisfeito com os custos financeiros, que nesse momento consideram-se desenfreados. Por outra parte devido a crise no Instituto de Seguros Sociais (ISS), o governo teve que começar a desviar importantes recursos que fazia esta instituição para evitar seu colapso financeiro, o que afetou gravemente a execução de novos projetos de infraestrutura e inversão social em todo o território nacional.
Além de mais, um dos fatores maiores os quais contribuíram ao adiamento da construção do Metrô, foi feito de entregar o projeto em concessão.

## Recessão econômica e adiamento do projeto
O agravamento da situação fiscal do governo nacional ao final dos anos 1990 produziu um déficit de cerca de 6% do PIB. O alto desemprego reduziu as afiliações e os ingressos ao Seguro Social reduzindo suas reservas. Anteriormente, parte do déficit do governo central se financiava com inversões forçadas ou convenientes, das reservas do ISS em títulos de tesouraria do governo nacional; mas antes da entrada das crises do ISS, o governo já não podia financiar os déficits futuros prováveis, tomando como fonte de financiamento as reservas do ISS; teria que sair ao mercado para conseguir tais recursos, pressionando as taxas de interesses. A situação fiscal do Distrito Capital também se viu afetada por esta recessão; os ingressos não cresceriam como se esperava e houve um déficit nas finanças obrigando a uma redução nos gastos de inversão.
Esta conjuntura forçou o adiamento da construção do Metro e para colocá-la em marcha de uma solução para o curto e médio prazo ao problema de transporte maciço em Bogotá o qual resultou na implementação do sistema TransMilenio.

## Século XXI, uma nova era
Samuel Moreno, alcaide eleito de Bogotá para o período 2008-2012 incluiu em seu plano de governo construir a primeira linha de Metrô no ano 2010, logo da licitação que se realizaria em 2009. Em resposta, o ministro da fazenda Oscar Ivan Zuluaga, lhe recordou que não havia dinheiro para financiar o metro já que o compromisso está adquirido para desenvolver TransMilenio.
Para construir o Metro de Bogotá e outros projetos férreos o alcaide Samuel Moreno tem planejado constituir a Empresa de Transporte Férreo Metropolitano, a qual se há cargo de todos os projetos de mobilidade da cidade que incluem entre outros: metrô de Bogotá, trem metropolitano da Sabana de Bogotá, trens turísticos, concessão de carga e extensão de transmilenio até Soacha.
O Concelho de Bogotá aprovou dentro do pressuposto para 2008 uma partida para o estudo de viabilidade da construção do metro. Ao dia seguinte, em 3 de novembro de 2007, o presidente Álvaro Uribe Vélez avaliou a iniciativa de construir o Metrô de Bogotá com várias condições: que sege adiante a construção da Fase 3 do sistema TransMilenio tal como está previsto, e que o Metro seja auto-sustentável.

## Primeira Linha
O Alcaide Samuel Moreno Rojas tem proposto que a primeira linha do trem metropolitano de Bogotá vá desde o setor de Kennedy pela Avenida do Ferrocarro até a Estação da Sabana, na Rua 13 ou Avenida Jiménez, dela até a Carrera Sétima e logo fazia o norte ao largo da sétima até a Rua 72, na Rua 72 desde a Sétima, ao largo da Rua 72 até Engativá.
No entanto, no mês de julho de 2008 se decidirá qual consórcio, entre 6, ganha os direitos para fazer os estudos e desenhos da primeira linha de metro. Esta decidirá, entre outras coisas, os pontos que conectarão a linha e por onde passará. Várias firmas internacionais competem por esta honra.